# Hebrus sobrinus
Hebrus sobrinus är en insektsart som beskrevs av Philip Reese Uhler 1877. Hebrus sobrinus ingår i släktet Hebrus och familjen vitmosseskinnbaggar. Inga underarter finns listade i Catalogue of Life.